# حمادی عیاری
حمادی عیاری (انگلیسی: Hamadi Ayari؛ زادهٔ ۸ ژانویهٔ ۱۹۹۱) بازیکن فوتبال اهل فرانسه است.
از باشگاه‌هایی که در آن بازی کرده‌است می‌توان به باشگاه فوتبال متس اشاره کرد.